# 即興劇場

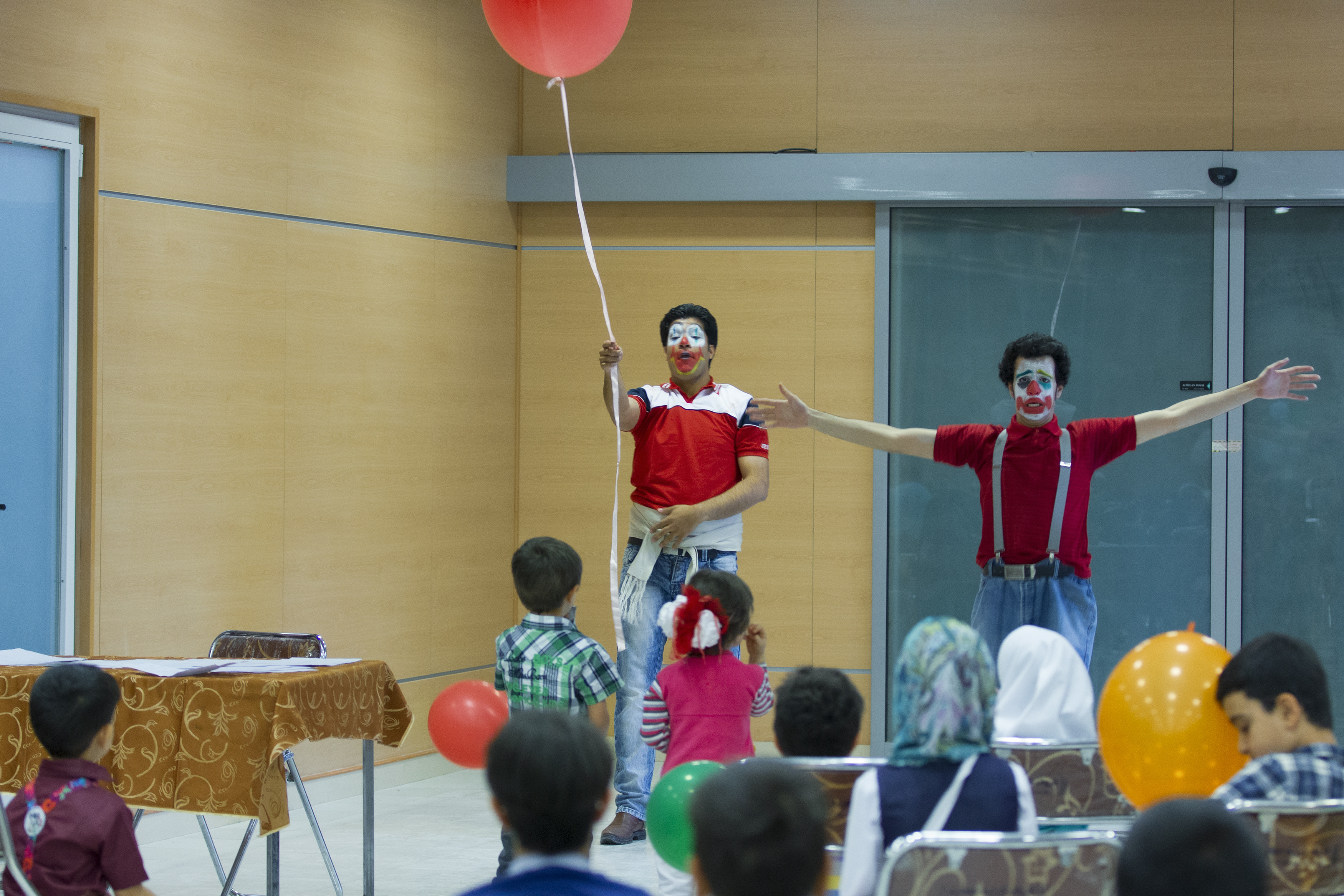
即兴剧场表演

即興劇場（improvisational theater），亦稱即興劇，是一種戲劇形式，演員在沒有劇本之下，自發性地自然表演。當代即興劇是由Viola Spolin與Keith Johnstone在50年代開始帶入課堂中，之後，很快地演變成為一種獨立的且觀眾願意購票觀賞的表演。

## 历史
西方历史上最早使用即兴表演手法的记录大约来自于公元前391年古罗马的亚提拉闹剧（Atellan Farce）。 从16-18世纪开始，喜剧表演者就广泛的见于意大利的街头巷尾。在19世纪90年代戏剧的理论家及导演者们比如俄国的Konstantin Stanislavski以及法国人Jacques Copeau两大当时主流表演理论的创始人，都很大程度上使用了即兴表演的元素在表演的训练以及排练当中。 

## 遊戲

### Hat Game帽子遊戲
人們得到其角色後，便開始推動情節，其間要想辦法接近對手，然後搶對手的帽子，成功搶到帽子的人為勝，搶不到為敗。

### Most use of an object 萬用品
將一件物件除本身用途外變出更多不同功能的物件，兩隊鬥快用動作表示出（非本身）不同的件鬥多及有創意。

### 3 words at a time 三字經
每句對白只能用三個字去發展故事。

### word at a time 一字經
每組由最小 2 人手牽手組成一個人，每人輪流只說一個字來串連整句台詞去發展故事。

### Sit Stand Lie 坐站躺
三人於故事內一定有人坐、站、躺的形式組合，其間不斷以合理的理由改變，並保持坐、站、躺的形式組合，更要發展故事。

### Double figure 雙體人形
兩人配合，後面的人代前面的人的雙手移動。

### Master and servant 主子與僕人
各人於指定時間內找合理理由調換自身的地位最少一次。

### High / Low Status 高 /低身份階級
二人差不多身份，但於指定時間內鬥高或低地位。

### Slow motion commentary 慢動作賽事評論
各人慢動作去比賽(參賽者不可以說話)，但場外有人作緊張旁白。

### Moving body 被動的身軀
兩人配合，一人去移動對方四肢，被移動者只可以說話及做表情，互相配合。

### Songs 勁歌金曲
每句台詞以歌唱形式表演。

### Die 死亡遊戲
接力講故事比賽，輸了要用一分鐘表演死亡，由觀眾或評判決定點死

### Commercial 廣告直銷
指定時間內推銷一件產品，有創意及講求合作，內容豐富。

### Three things in a minute 三種特徵
對手有三樣特徵(職業、相互關係、個人特徵)，當時人用非直接方法令對手明白那三樣特徵。

### In the style of … 風格演繹
演員需要依照所給予的風格作為演繹故事的形式，如：西部牛仔、京劇……等。

### Rhyming 押韻
每句自己押韻，或與組員互押。

### Emotional Replay 情緒重播
演員先正常地發展劇情，之後加入不同及極度的情緒，將剛才的劇情重演。

### Reverse the scene 倒播劇場
演員先正常地發展劇情，之後將剛才的劇情以倒播的形式重演。

### Lists 執紙條
演員需執起在演區中預先由觀眾所寫的紙條，讀出紙條上的台詞或做出該動作，但必須與劇情連貫。

### Combined games 兩個 games 合併
合併兩個遊戲。

### Dubbing 一人配多角
故事內所有角色的對白均只由一位演員配音演繹，此演員同時亦需演繹自己的角色。

### Typewriter 說書人
演出隊伍其中一位在旁一面作打字動作一面講故事，其間演員依照所講故事的內容演繹，當講故事者停止時，演員便自行接續發展劇情，講故事者可隨時再加入接續發展故事，如此交替推進故事的發展至完結。